# کویا سایتو
کویا سایتو (انگلیسی: Koya Saito؛ زادهٔ ۵ اوت ۱۹۸۶) بازیکن فوتبال اهل ژاپن است.